# Al-Munajzira
Al-Munajzira (arab. ‏المنيذرة‎) – miejscowość w Syrii, w muhafazie As-Suwajda. W 2004 roku liczyła 1138 mieszkańców.